# La Rochelle (Alt Saona)
La Rochelle és un municipi francès situat al departament de l'Alt Saona i a la regió de Borgonya - Franc Comtat. L'any 2007 tenia 47 habitants.

## Demografia

### Població
El 2007 la població de fet de La Rochelle era de 47 persones. Hi havia 20 famílies, de les quals 5 eren unipersonals (5 dones vivint soles i 5 dones vivint soles), 5 parelles sense fills i 10 parelles amb fills.
La població ha evolucionat segons el següent gràfic:
Habitants censats

### Habitatges
El 2007 hi havia 31 habitatges, 20 eren l'habitatge principal de la família, 8 eren segones residències i 3 estaven desocupats. 31 eren cases i 1 era un apartament. Dels 20 habitatges principals, 18 estaven ocupats pels seus propietaris i 3 estaven cedits a títol gratuït; 1 tenia tres cambres, 8 en tenien quatre i 11 en tenien cinc o més. 19 habitatges disposaven pel capbaix d'una plaça de pàrquing. A 10 habitatges hi havia un automòbil i a 5 n'hi havia dos o més.

### Piràmide de població
La piràmide de població per edats i sexe el 2009 era:
| Homes | Edats   | Dones |
| ----- | ------- | ----- |
| 0     | 95 o +  | 0     |
| 0     | 90 a 94 | 0     |
| 0     | 85 a 89 | 0     |
| 0     | 80 a 84 | 0     |
| 0     | 75 a 79 | 0     |
| 8     | 70 a 74 | 0     |
| 4     | 65 a 69 | 8     |
| 0     | 60 a 64 | 0     |
| 0     | 55 a 59 | 0     |
| 4     | 50 a 54 | 4     |
| 0     | 45 a 49 | 0     |
| 0     | 40 a 44 | 0     |
| 0     | 35 a 39 | 0     |
| 0     | 30 a 34 | 4     |
| 0     | 25 a 29 | 4     |
| 0     | 20 a 24 | 0     |
| 0     | 15 a 19 | 0     |
| 0     | 10 a 14 | 0     |
| 0     | 5 a 9   | 0     |
| 0     | 0 a 4   | 0     |

## Economia
El 2007 la població en edat de treballar era de 26 persones, 16 eren actives i 10 eren inactives. Les 16 persones actives estaven ocupades(10 homes i 6 dones).. De les 10 persones inactives 6 estaven jubilades i 4 estaven classificades com a «altres inactius».
Activitats econòmiques
Dels 2 establiments que hi havia el 2007, 1 era d'una empresa de fabricació d'altres productes industrials i 1 d'una empresa d'informació i comunicació.
L'any 2000 a La Rochelle hi havia 5 explotacions agrícoles.

## Poblacions més properes
El següent diagrama mostra les poblacions més properes.